# Koralmský tunel
Koralmský tunel (německy Koralmtunnel) je úpatní železniční tunel, který je ve výstavbě v Rakousku pod pohořím Koralpe. S délkou 32,9 km je nejdelším železničním tunelem Rakouska. Je součástí 130 km dlouhé Koralmské dráhy, která má spojovat Štýrský Hradec (Graz) s Klagenfurtem. Je tvořen dvěma samostatnými tubusy.
Prochází pod pohořím Koralpe jako úpatní tunel a spojuje oblast kolem Deutschlandsbergu s údolím Lavanttal. Koralmský tunel má zkrátit dobu jízdy dálkových osobních vlaků mezi Štýrským Hradcem a Klagenfurtem ze současných dvou hodin a 50 minut (resp. dvou hodin autobusem) na 45 minut a zefektivnit také nákladní železniční dopravu. 
Tunel byl ve výstavbě od roku 2010, jižní tubus byl kompletně proražen v srpnu 2018 a severní v červnu 2020. Hrubá stavba byla oficiálně dokončena v květnu 2022, v červnu 2023 projel tunelem první zkušební vlak a pro pravidelný provoz má být otevřen 14. prosince 2025.

## Umístění
Tunel začíná na 40. kilometru od Štýrského Hradce a překonává pohoří Koralpe, po kterém probíhá hranice spolkových zemí Korutany a Štýrsko. Skládá se ze dvou paralelně umístěných tubusů, které leží až leží až 1250 m pod povrchem. V každém je jedna provozní kolej. Tubusy jsou spojeny spojeny každých 500 metrů. Uprostřed tunelu bude možné nouzové zastavení vlaku. Projektovaná maximální rychlost má odpovídat 250 km/h jako u celé Koralmské dráhy.

## Výstavba
Tunel je ve výstavbě od roku 2010. 
Dne 14. srpna 2018 byl proražen jižní tubus a poslední průlom v severním tubusu se uskutečnil 17. června 2020. V květnu 2022 byla oficiálně dokončena hrubá stavba tunelu.
Dne 12. června 2023 projel tunelem první zkušební vlak. Pro pravidelný provoz by tunel měl být zprovozněn 14. prosince 2025.